# آرامگاه منسوب به غزالی
آرامگاه منسوب به غزالی مربوط به سدهٔ ۵ و۶ ه.ق است. این آرامگاه در ۲۵ کیلومتری شمال غرب مشهد واقع شده و این اثر در تاریخ ۱۰ خرداد ۱۳۸۲ با شمارهٔ ثبت ۸۹۴۴ به‌عنوان یکی از آثار ملی ایران به ثبت رسیده است.